# 군주
군주(君主, 영어: Monarch)는 군주제 국가의 국가원수이다. 군주는 국가에서 가장 높은 권한과 권력을 행사하거나 다른 사람이 군주를 대신하여 그 권력을 행사할 수 있다. 일반적으로 군주는 국가의 주권적 권리를 행사할 수 있는 합법적인 권리를 개인적으로 상속받거나 국가의 군주를 제공할 자격이 있는 가족 또는 집단에서 정해진 절차에 따라 선출된다. 또는 개인이 스스로 군주를 선포할 수도 있으며, 이는 추대, 정복권 또는 여러 수단을 통해 뒷받침되고 정당화될 수 있다.
어린 아이가 군주로 즉위하는 경우, 군주가 통치에 필요한 성인 연령에 도달할 때까지 통치할 섭정을 임명하는 경우가 많다. 군주의 실제 권한은 군주국마다, 시대에 따라 다르며, 극단적으로는 진정한 주권을 행사하는 독재자(전제군주제)가 될 수도 있고, 직접적인 권한을 거의 행사하지 않거나 유보된 권한만 행사하며 실제 권한은 의회나 다른 기관에 부여되는 의례적인 국가원수(입헌군주제)가 될 수도 있다.
군주는 여러 군주국을 동시에 통치할 수 있다. 예를 들어, 15개의 영연방 왕국은 모두 별개의 주권국가이지만 동군연합을 통해 동일한 군주를 공유한다.

## 주권국의 군주 목록

### 아시아

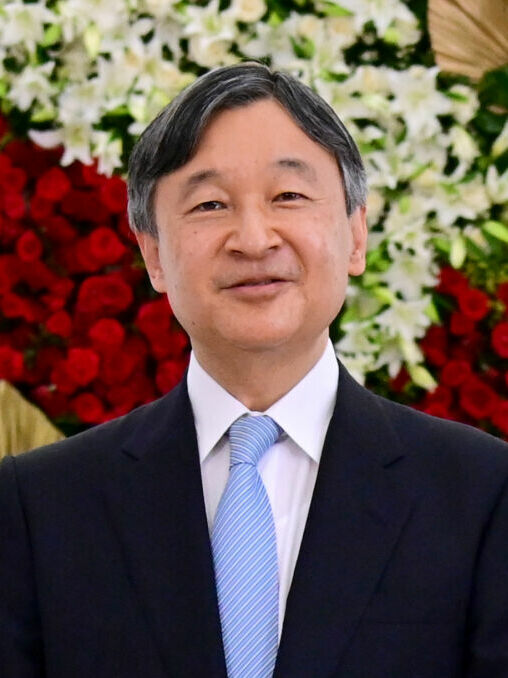
나루히토 (일본)
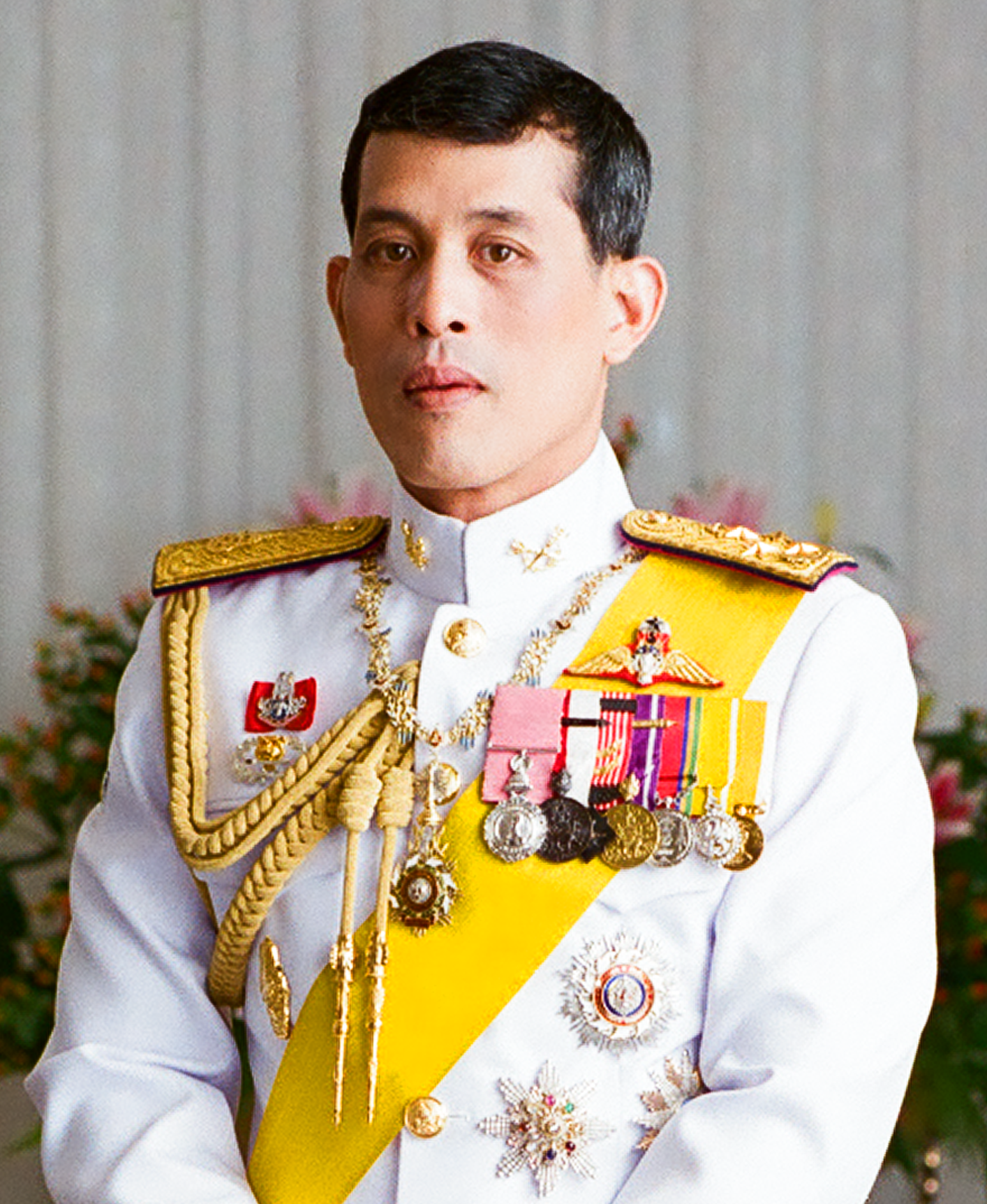
마하 와치랄롱꼰 (태국)
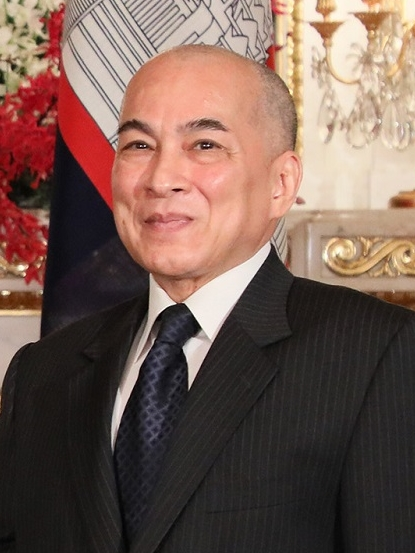
노로돔 시하모니 (캄보디아)
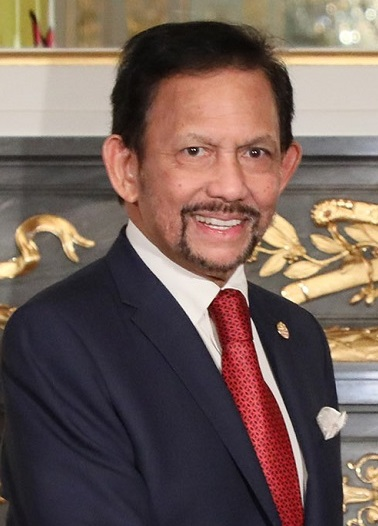
하사날 볼키아 (브루나이)
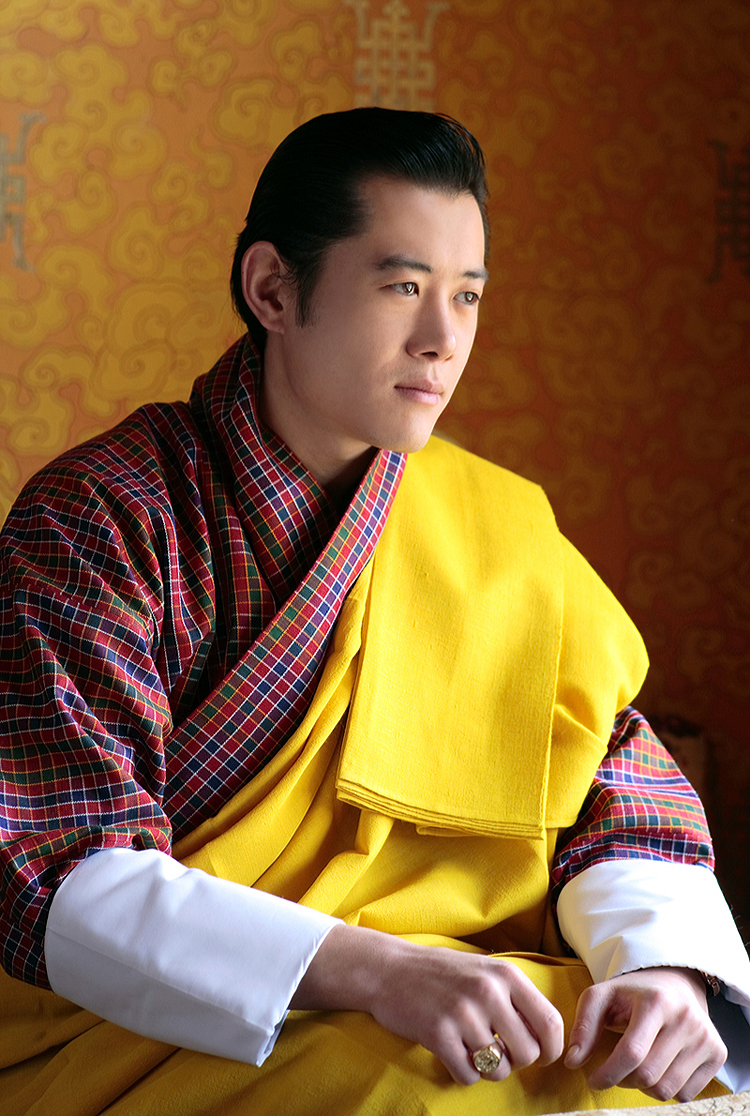
지그메 케사르 남기엘 왕축 (부탄)
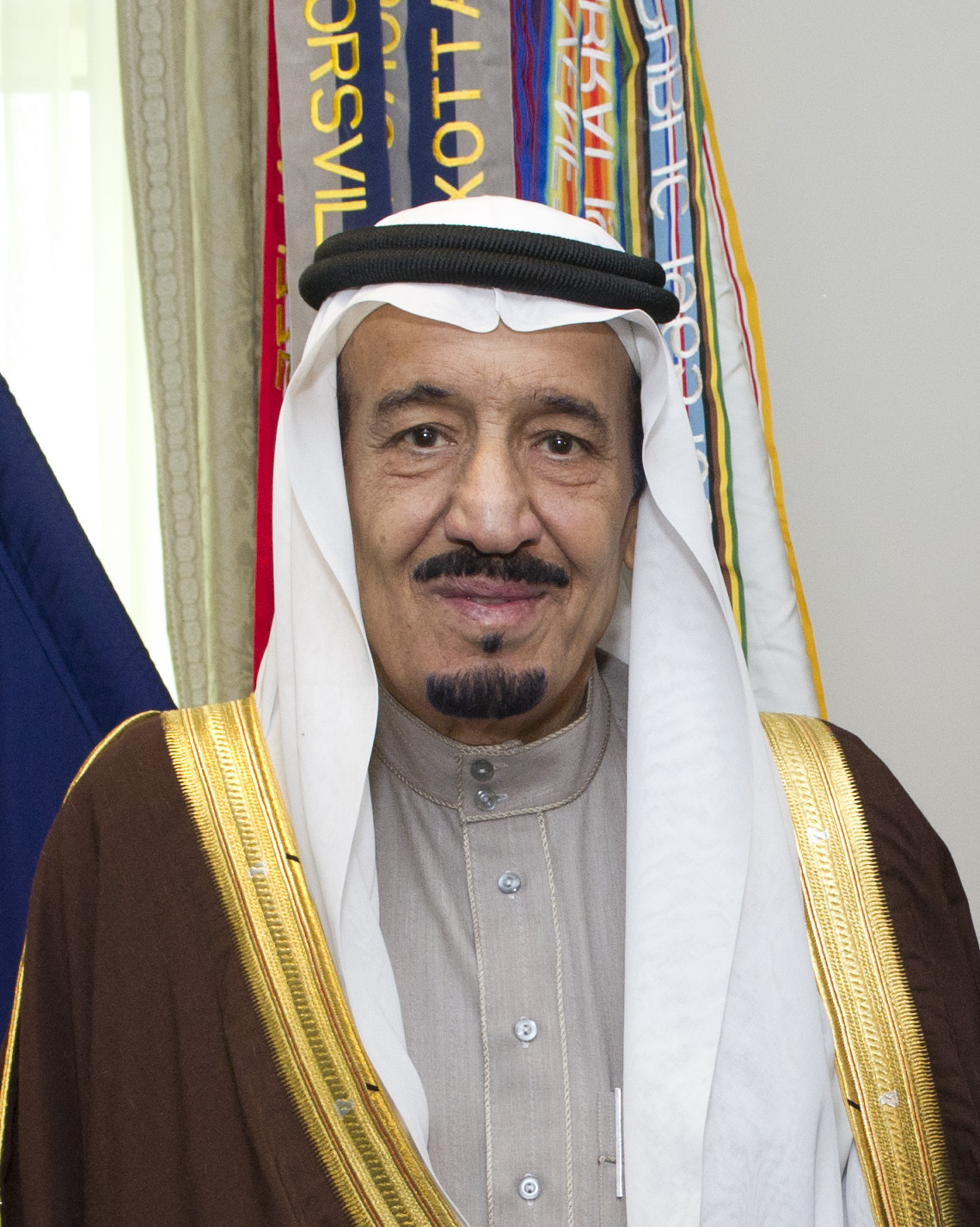
살만 빈 압둘아지즈 알사우드 (사우디아라비아)
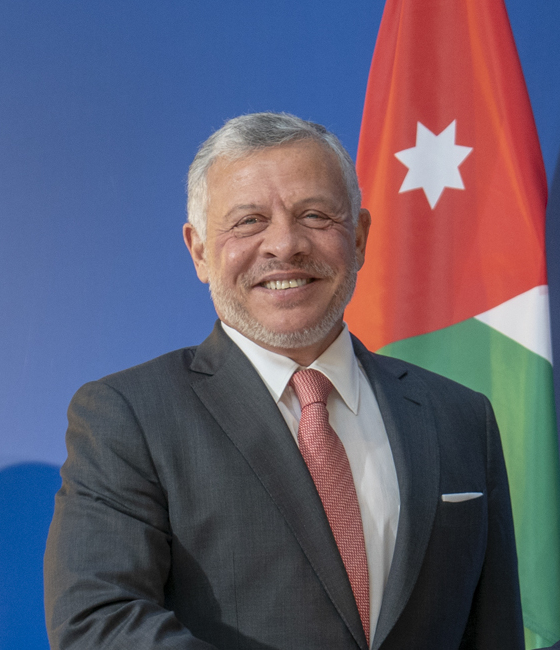
압둘라 2세 (요르단)
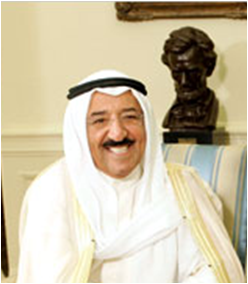
사바 아흐마드 알자비르 알사바 (쿠웨이트)
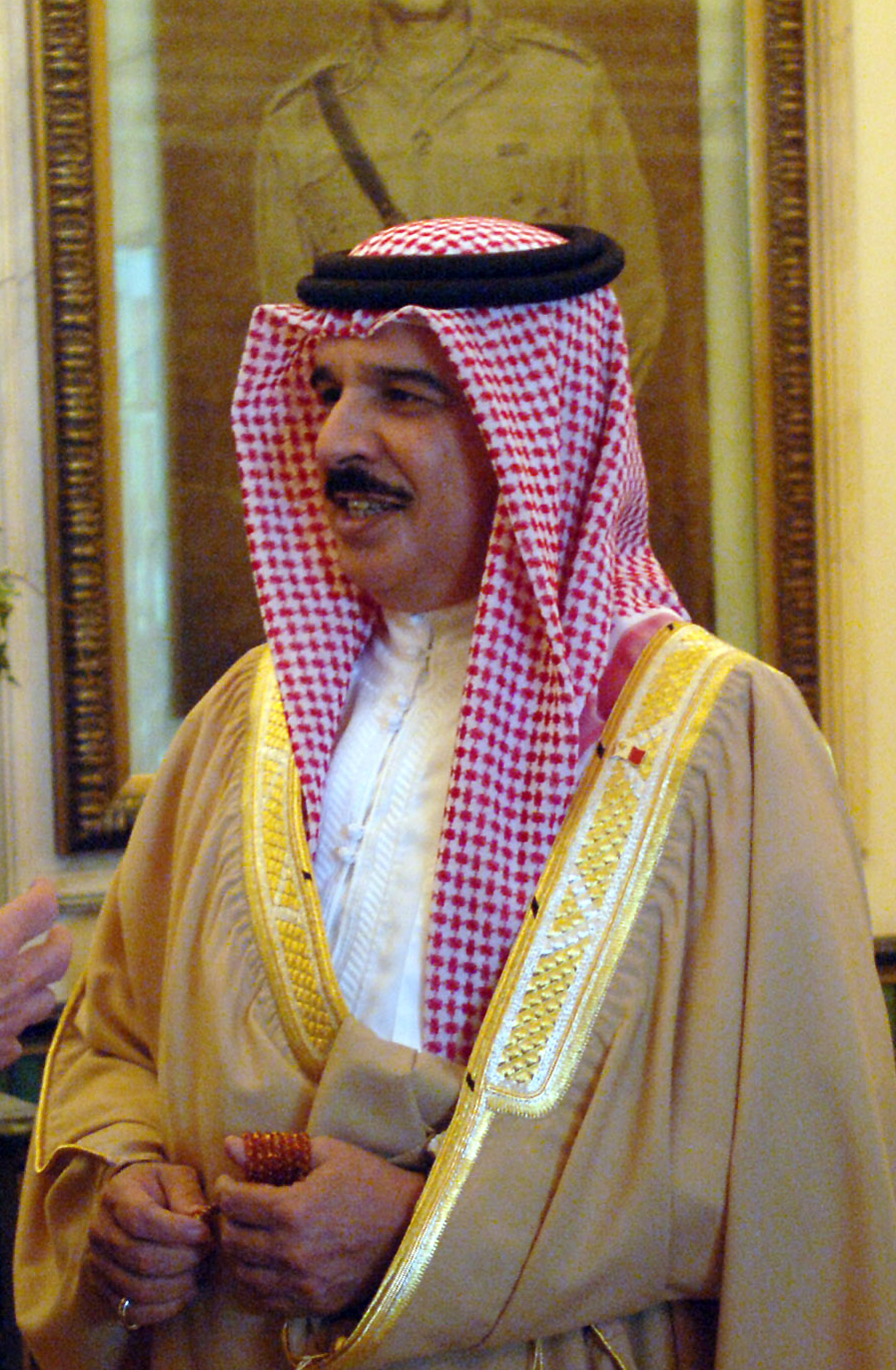
하마드 빈 이사 알할리파 (바레인)
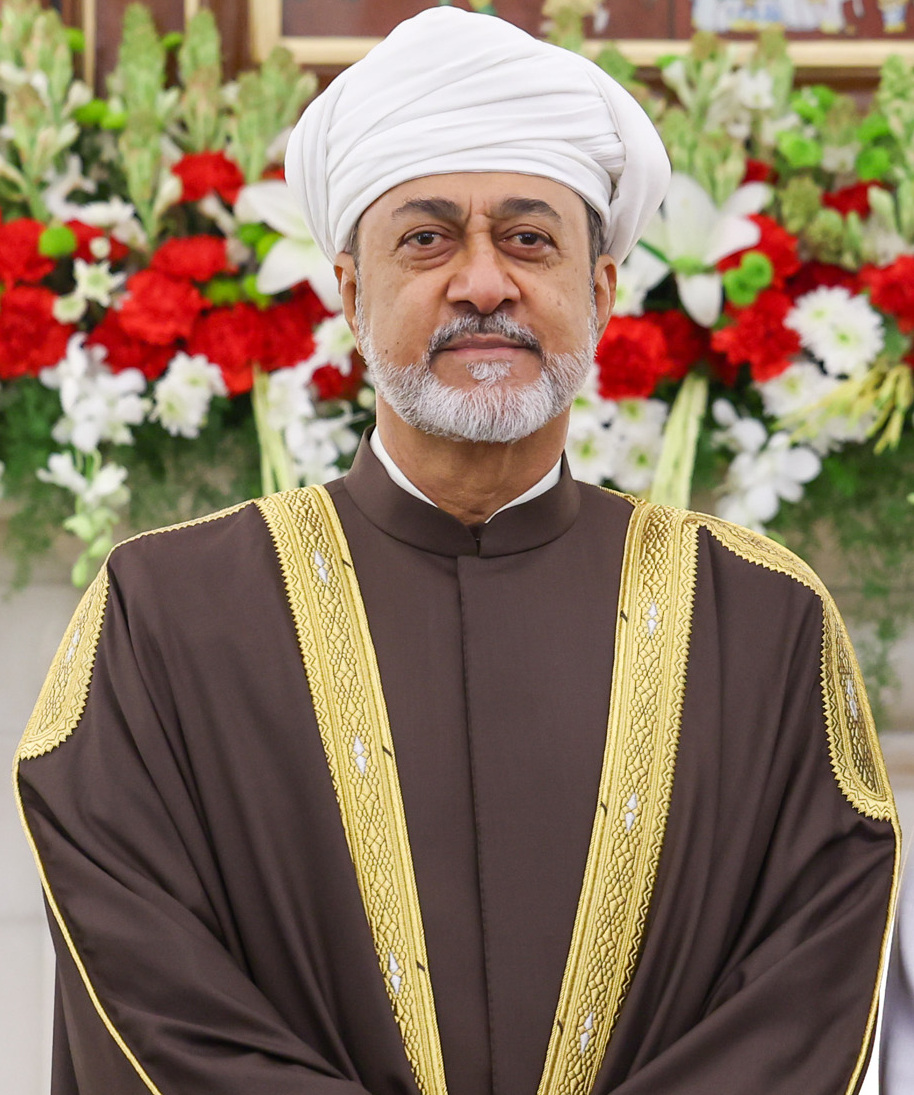
하이탐 빈 타리크 알사이드 (오만)

### 유럽

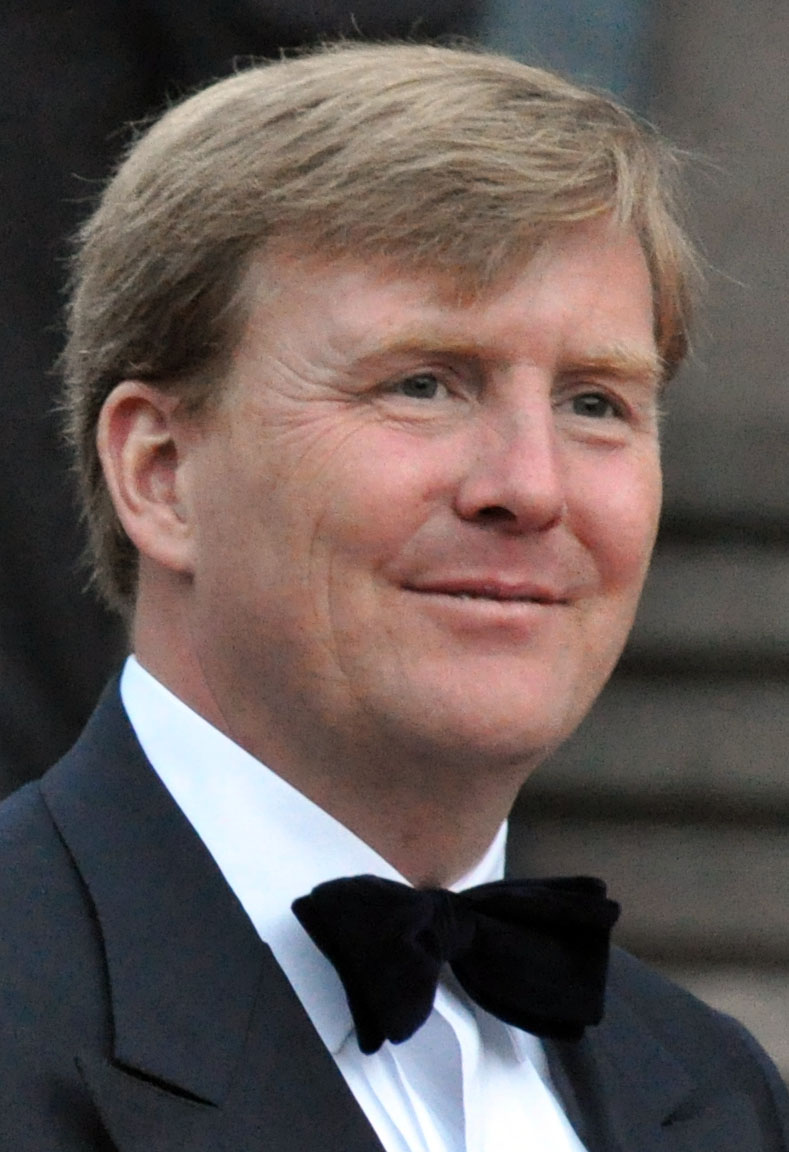
빌럼알렉산더르 (네덜란드)
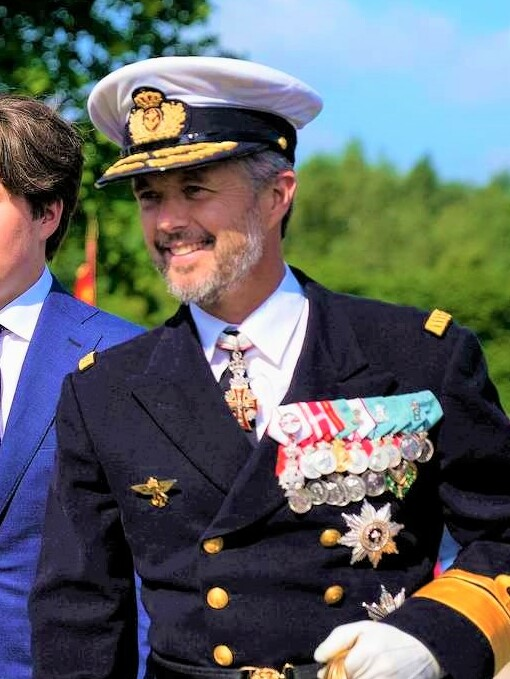
프레데리크 10세 (덴마크)
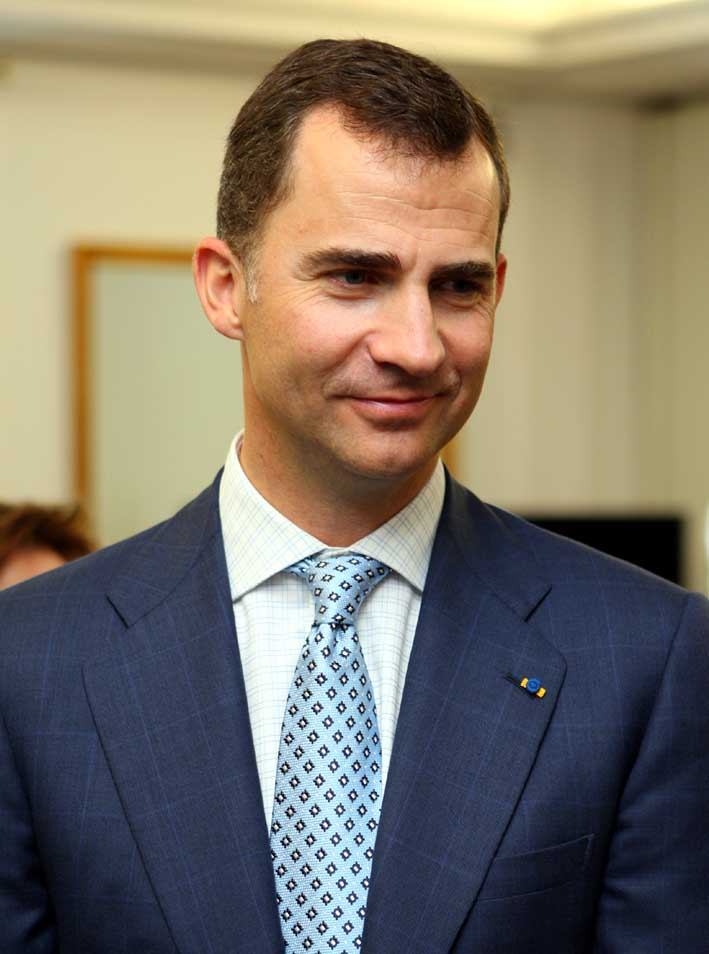
펠리페 6세 (스페인)
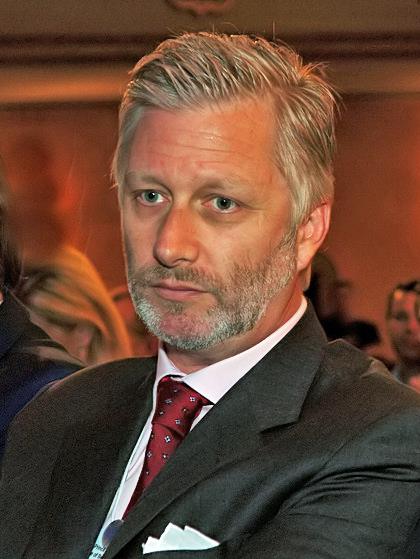
필리프 (벨기에)
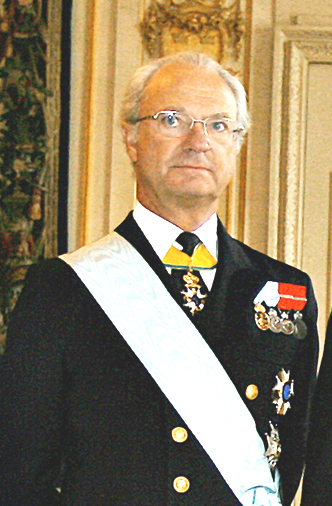
칼 16세 구스타프 (스웨덴)
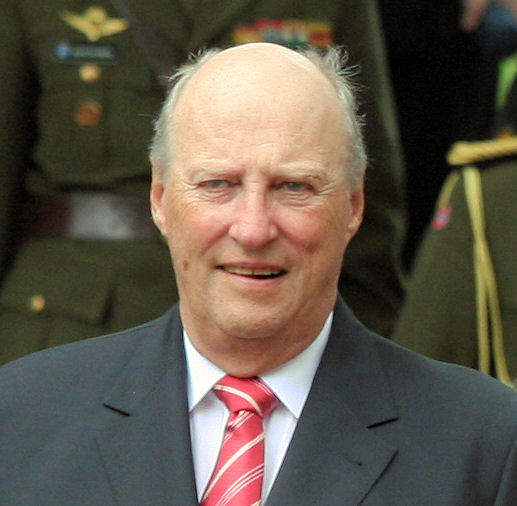
하랄 5세 (노르웨이)
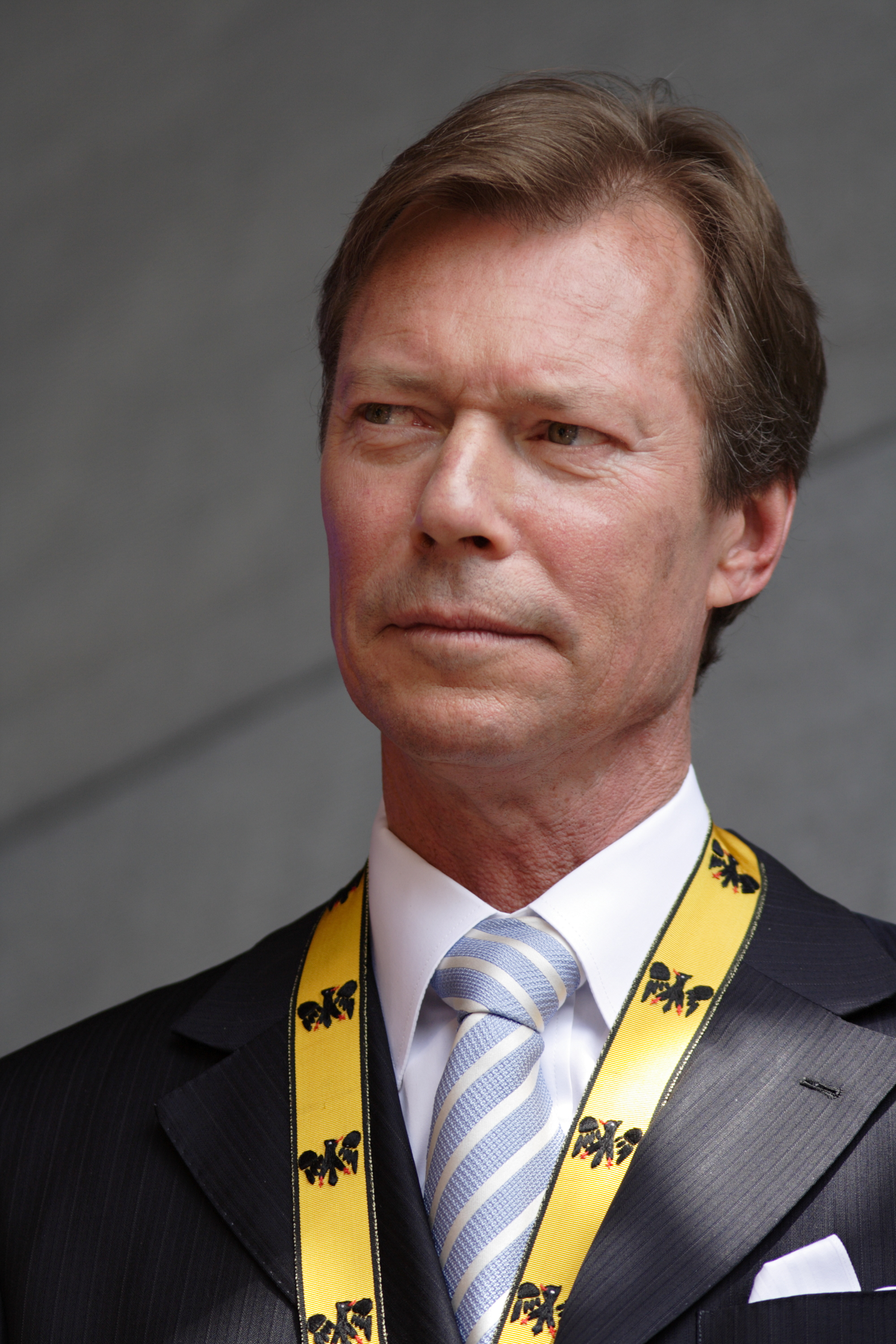
앙리 대공 (룩셈부르크)
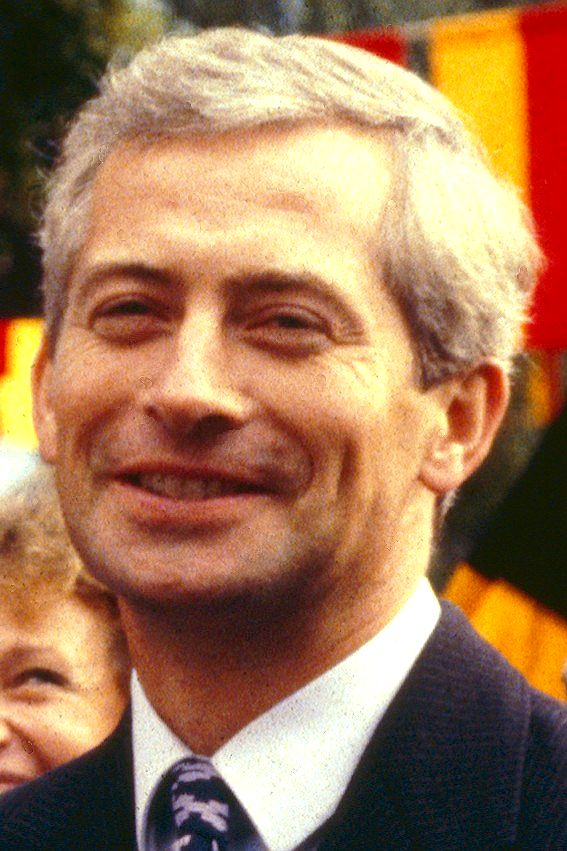
한스아담 2세 (리히텐슈타인)
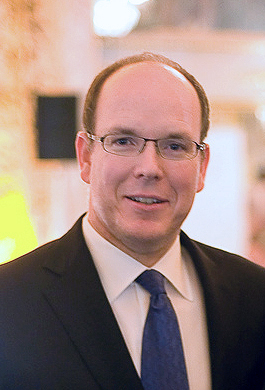
알베르 2세 (모나코)
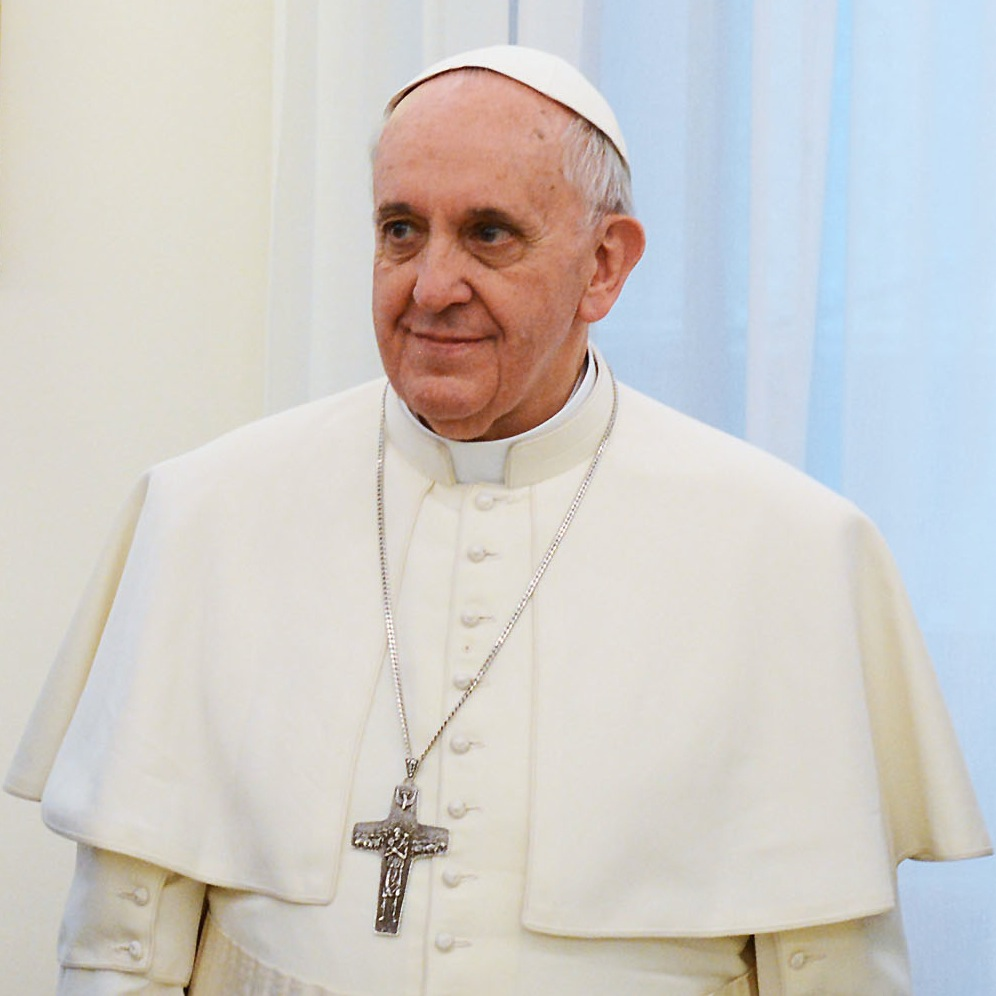
교황 프란치스코 (바티칸)

### 아프리카

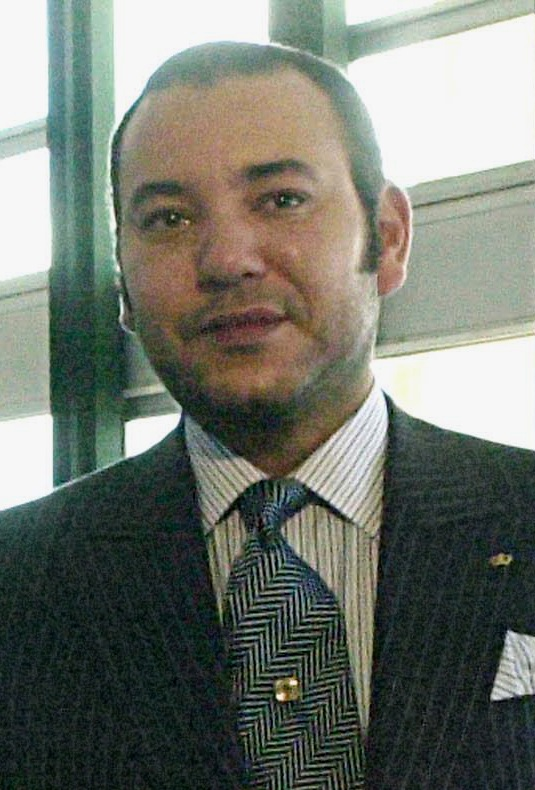
무함마드 6세 (모로코)
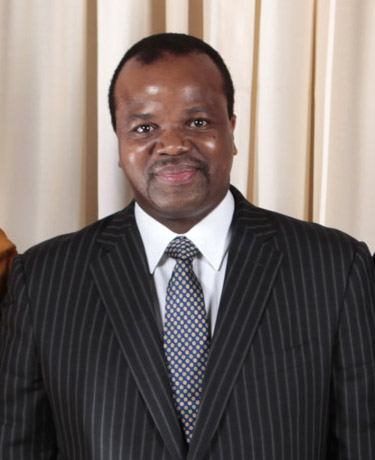
음스와티 3세 (에스와티니)
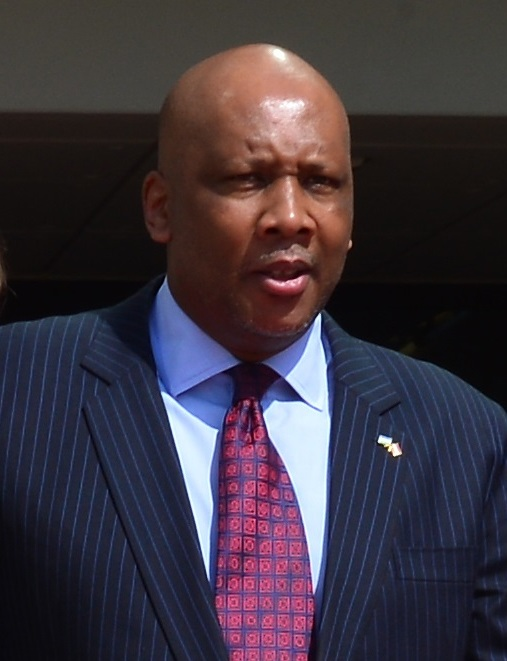
레치에 3세 (레소토)

### 오세아니아

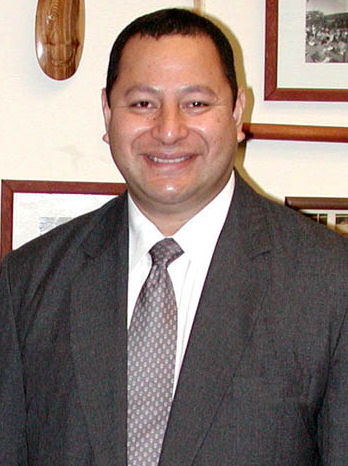
투포우 6세 (통가)

### 여러 대륙에 군림하는 군주(영연방)

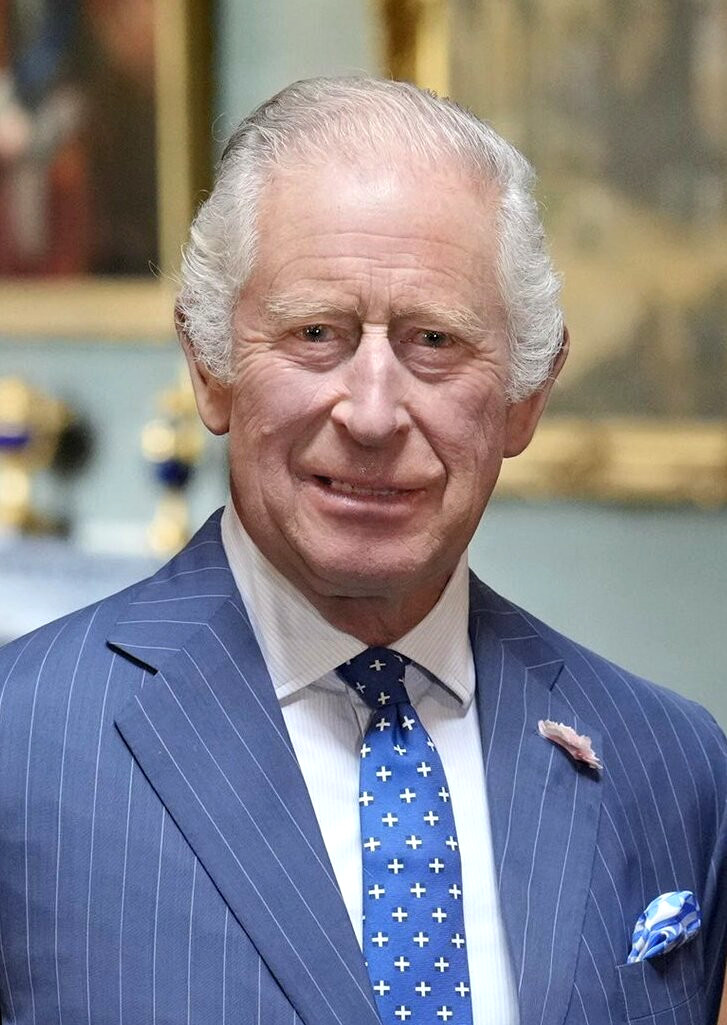
찰스 3세

## 같이 보기
- 군주 목록